# Mireille Lauze

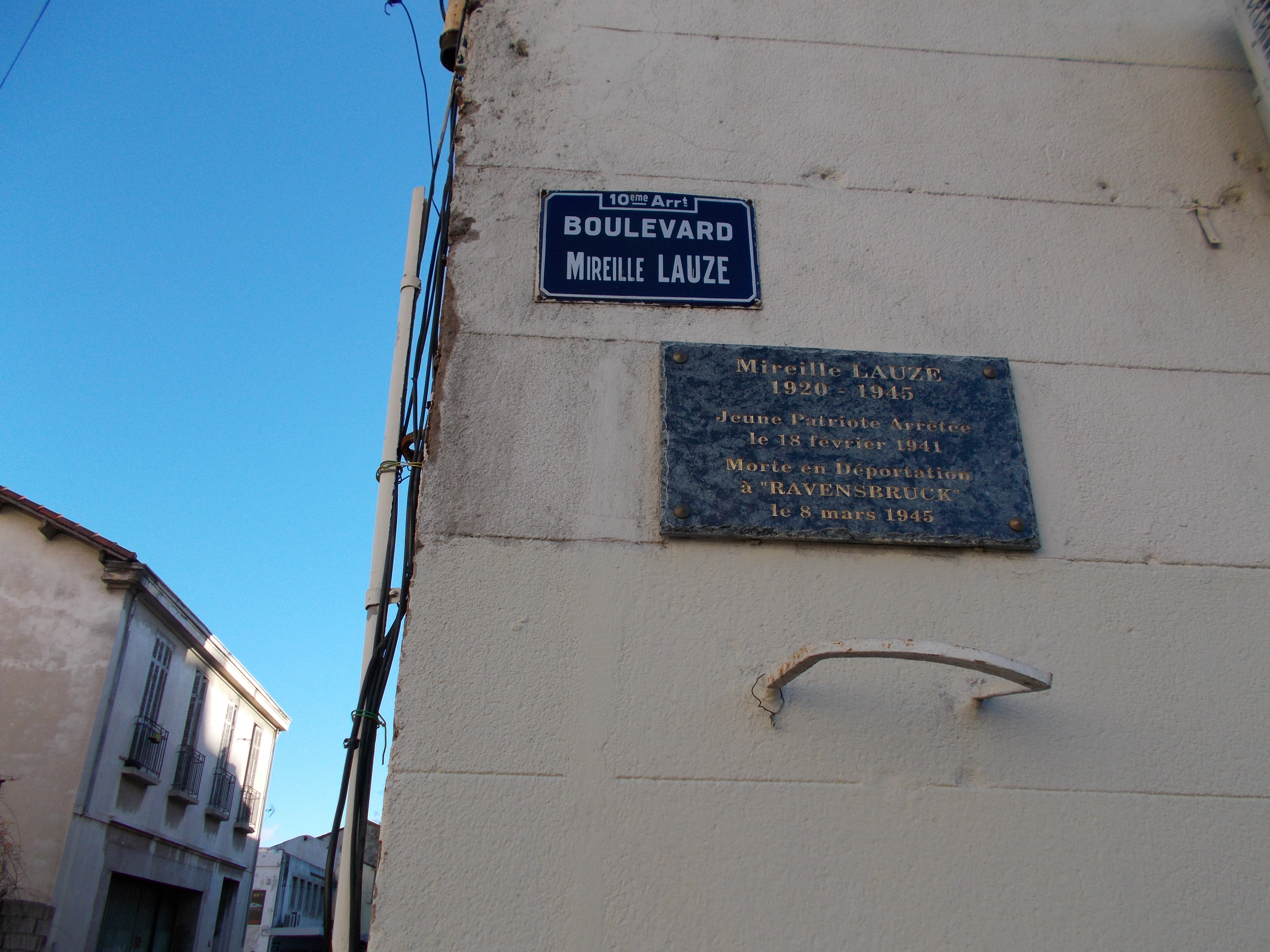
Gedenktafel am Boulevard Mireille Lauze in Marseille

Mireille Lauze (geboren am 29. März 1920 in Aubagne; gestorben am 8. März 1945 im KZ Ravensbrück) war eine französische Kommunistin und Angehörige der Résistance.

## Leben
Mireille Lauze wurde am 29. März 1920 in Aubagne geboren und wuchs in bescheidenen Verhältnissen im Tal der Huveaune auf. Ihr Vater führte eine mechanisierte Schuhmacherwerkstatt und war ein aktiver Kommunist. Er gehörte zu den treibenden Kräften der Französischen Kommunistischen Partei (PCF) und war deren Sekretär für das Département Bouches-du-Rhône. Rose Lauze, eine Verwandte, vertrat seit 1897 die Gewerkschaft der Tabakarbeiter von Marseille beim regionalen Dachverband. Sie nahm auch am nationalen Kongress der Tabakarbeiter der Confédération générale du travail (CGT) in Paris teil und von 1902 bis mindestens 1906 war Rose Lauze Vizepräsidentin der Arbeitergewerkschaft der Staatsangestellten im Département.
Mireille Lauze absolvierte in Marseille eine Ausbildung zur Stenografin, pflegte aber weiterhin den Kontakt zu Freunden im Tal, von denen sie später einige im Widerstand unterstützten. Bald nachdem Danielle Casanova 1936 die Union der jungen Mädchen Frankreichs (Union des jeunes filles de France, UJFF) zur Gleichstellung der Geschlechter gründete, wurde Lauze Mitglied. Nach dem Eintritt in die PCF setzte sie sich für die Unterstützung der Republikaner gegen die Truppen Francos im spanischen Bürgerkrieg ein. Sie arbeitete für das Schifffahrtsunternehmen France-Navigation, das seit 1937 Waffen und Lebensmittel versandte.
Zu Beginn des Zweiten Weltkriegs arbeitete Lauze als Sekretärin für Jean Cristofol. Als er wegen seiner Mitgliedschaft in der inzwischen verbotenen PCF Anfang 1940 inhaftiert wurde, wechselte sie zum Schiffbauunternehmen Forges et Chantiers de la Méditerranée, das damals einen Betrieb in Marseille hatte. Sie engagierte sich im Widerstand gegen die deutsche Besatzung und das Vichy-Regime. Lauze schrieb und vervielfältigte Flugblätter, die sie dann in Umlauf brachte. Sie versuchte auch die UJFF neu zu formieren, die gleichzeitig mit der PCF zwangsaufgelöst wurde. Ende 1940 arbeitete sie mit Pierre Georges im Untergrund. Unter Pseudonymen wie Louis  oder Frédo leitete er die kommunistische Jugend des Südostens und schuf Stützpunkte der Sonderorganisation «Organisation spéciale» (OS). Lauze unterstützte Georges bei dieser Arbeit. Er wurde später als «Colonel Fabien» bekannt.
Mit anderen Jugendlichen wird Lauze am 11. Februar 1941 von der Spezialpolizei in Marseille verhaftet. Nach neun Monaten Haft im Frauengefängnis Présentines wurde sie im November 1941 vom Sondergericht in Marseille zu 15 Jahren Zwangsarbeit, Verlust der bürgerlichen Ehrenrechte und 25 Jahren Aufenthaltsverbot verurteilt. Über Lyon wird Lauze nach Chalons-sur-Marne verlegt und im Mai nach Deutschland deportiert.
Mireille Lauze starb am 8. März 1945 an Krankheit und Erschöpfung im KZ Ravensbrück. – Ihre Freundin Renée Silhol (1921–2008) wurde am 3. Mai 1945 in Ravensbrück befreit.

## Gedenken
Der 3,18 Kilometer lange Boulevard Mireille Lauze gehört zu den längsten Straßen der Stadt Marseille. Am Ort des Gefängnisses, heute Conseil régional, erinnert eine Gedenktafel an sie. Eine weitere Straße wurde in Aubagne nach ihr benannt.